# Vitaliano Trevisan
Pour les articles homonymes, voir Vitalien et Trevisan.
Vitaliano Trevisan (né à Sandrigo le 12 décembre 1960 et mort à Crespadoro le 7 janvier 2022) est un écrivain, acteur, dramaturge, metteur en scène, librettiste, scénariste et essayiste italien.

## Éléments biographiques
Trevisan est né à Sandrigo, dans la province de Vicence, en 1960.
Après une jeunesse comme simple ouvrier dans le bâtiment et l'ameublement, il se consacre aux travaux les plus manuels, jusqu'à ce qu'il tombe en littérature.
Après quelques essais littéraires de bon niveau, il a obtenu une reconnaissance nationale en 2002 avec le roman I quindicimila passi (« Les quinze mille pas ») acclamé par la critique. Ce roman est centré sur les pensées d'un homme, Thomas, ayant un millier de phobies et des troubles obsessionnels compulsifs. Le livre a reçu le prix de la revue Lo Straniero (« L'étranger ») et le Prix Campiello France 2008.
En 2003, il était co-scénariste et acteur principal du film Primo amore de Matteo Garrone, tourné à Vicence, et en compétition au 54e Festival du Film de Berlin. Il joue dans le film de Marco Simon Puccioni Riparo (« l'abri » ; Grand Prix au Festival du film italien d'Annecy en 2007), ainsi que dans le film Dall'altra parte del mare (« De l'autre côté de la mer ») de Jean Sarto. En 2009, il obtient un rôle majeur dans la nouvelle série télévisée R.I.S. Roma - Delitti imperfetti (« Crimes imparfaits ») de Fabio Tagliavia.
Ses pièces de théâtre ont été mises en scène par Valter Malosti, Renato Chiocca et Tino Servillo.

## Traductions en français
- Les 15 000 pas : un compte rendu, traduit par Jean-Luc Defromont, Verdier, 2006 (152 p.)
- Bic et autres shorts : suivis de deux shorts inédits, traduit par Jean-Luc Defromont, Verdier, 2008 (123 p.)
- Le pont : un effondrement, traduit par Vincent Raynaud, coll. « Du monde entier », Gallimard, 2009 (184 p.)
- Treize : nouvelles, traduit par Vincent Raynaud, coll. « Du monde entier », Gallimard, 2013 (300 p.)

## Filmographie partielle

### Comme acteur
- 2003 : Primo amore de Matteo Garrone
- 2007 : Riparo de Marco Simon Puccioni

## Source de la traduction
- (it) Cet article est partiellement ou en totalité issu de l’article de Wikipédia en italien intitulé « Vitaliano Trevisan » (voir la liste des auteurs).